# 陳家蓁
陳家蓁，中华民国政治人物，第19任臺北市政府財政局局长。國立臺灣大學商學系學士、國立政治大學EMBA高階財金班碩士。

## 经历
陳家蓁曾任將來銀行籌備處財務主管、永豐銀行財務管理處處長/副總經理/財務主管、永豐金證券財務長、永豐金控財務長辦公室主任/副總經理、永豐金控策略長辦公室主任、中華開發金控財務長辦公室經理。